# Bricolo inventeur
Pour plus de détails, voir Fiche technique et Distribution.
Bricolo inventeur (Many a Slip) est un court métrage burlesque américain muet écrit et réalisé en 1926 par Charles R. Bowers et Harold L. Muller

## Fiche technique
- Titre original : Many a Slip
- Titre français : Bricolo inventeur
- Réalisation : Charles R. Bowers et Harold L. Muller
- Scénario : Charles R. Bowers, Harold L. Muller et Ted Sears
- Producteur : Charles R. Bowers
- Société de production : Whirlwind Comedies
- Société de distribution : Film Booking Offices
- Pays de production :  États-Unis
- Langue : titres en anglais
- Format : Noir et blanc - 35 mm - 1,37:1  -  Muet
- Genre : comédie
- Longueur : deux bobines
- Date de sortie :
  - États-Unis : 24 janvier 1927

## Distribution
- Charles R. Bowers[1] : Charley (VF: Bricolo)